# Formia
Formia is een gemeente in de Italiaanse provincie Latina (regio Latium) en telt 36.688 inwoners (31-12-2004). De oppervlakte bedraagt 73,5 km2, de bevolkingsdichtheid is 520 inwoners per km2. De gemeente is in 1862 ontstaan uit de voormalige gemeenten Castellone, Maranola en Mola di Gaeta.
De volgende frazioni maken deel uit van de gemeente: Maranola, Trivio, Castellonorato en Penitro.

## Demografie
Formia telt ongeveer 12805 huishoudens. Het aantal inwoners daalde in de periode 1991-2001 met 0,1% volgens cijfers uit de tienjaarlijkse volkstellingen van ISTAT.
| Jaar | Inwoneraantal |
| ---- | ------------- |
| 1991 | 34.957        |
| 2001 | 34.931        |

## Geografie
De gemeente ligt op ongeveer 19 m boven zeeniveau.
Formia grenst aan de volgende gemeenten: Esperia (FR), Gaeta, Itri, Minturno en Spigno Saturnia.

## Geboren
- Salvatore Gionta (1930-2025), waterpolospeler

## Galerij

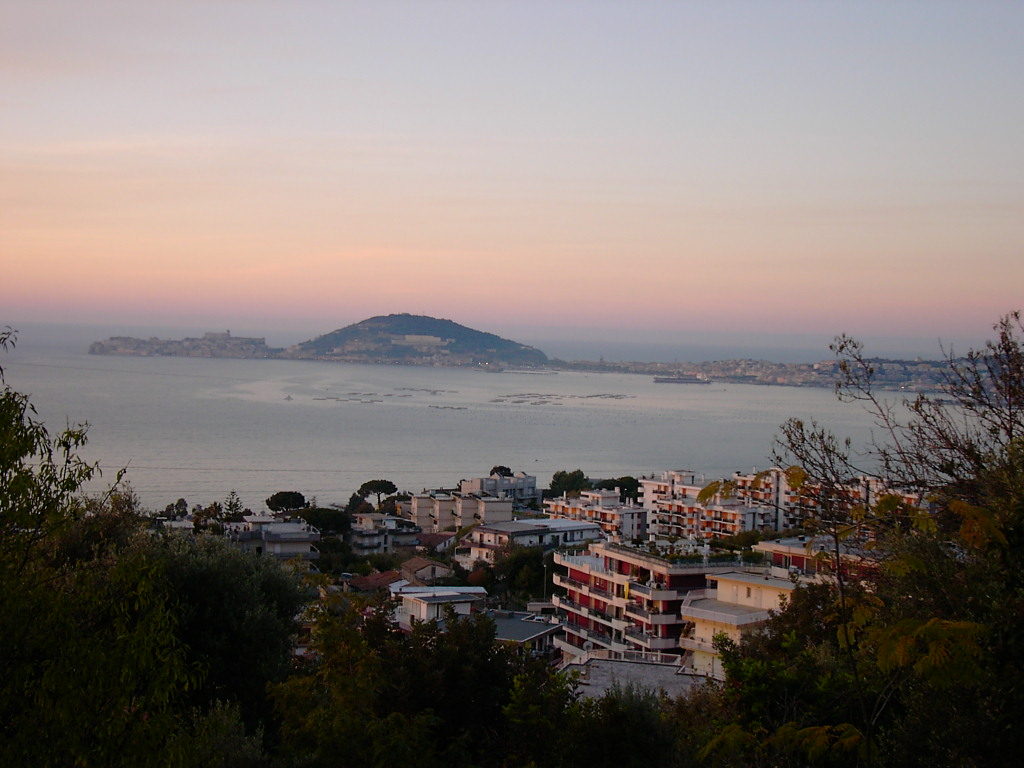
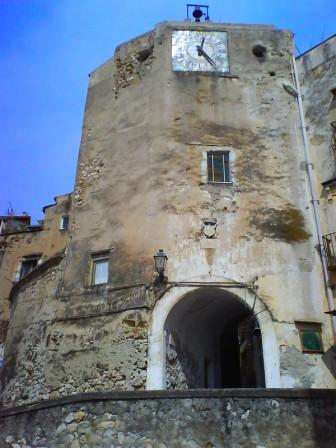
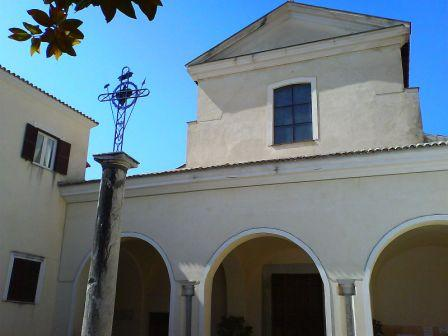
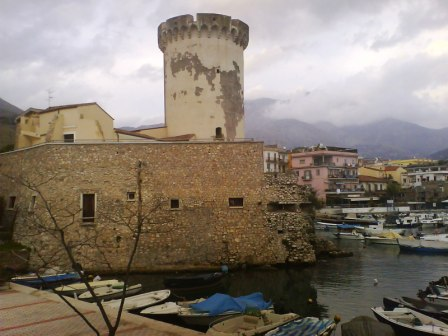
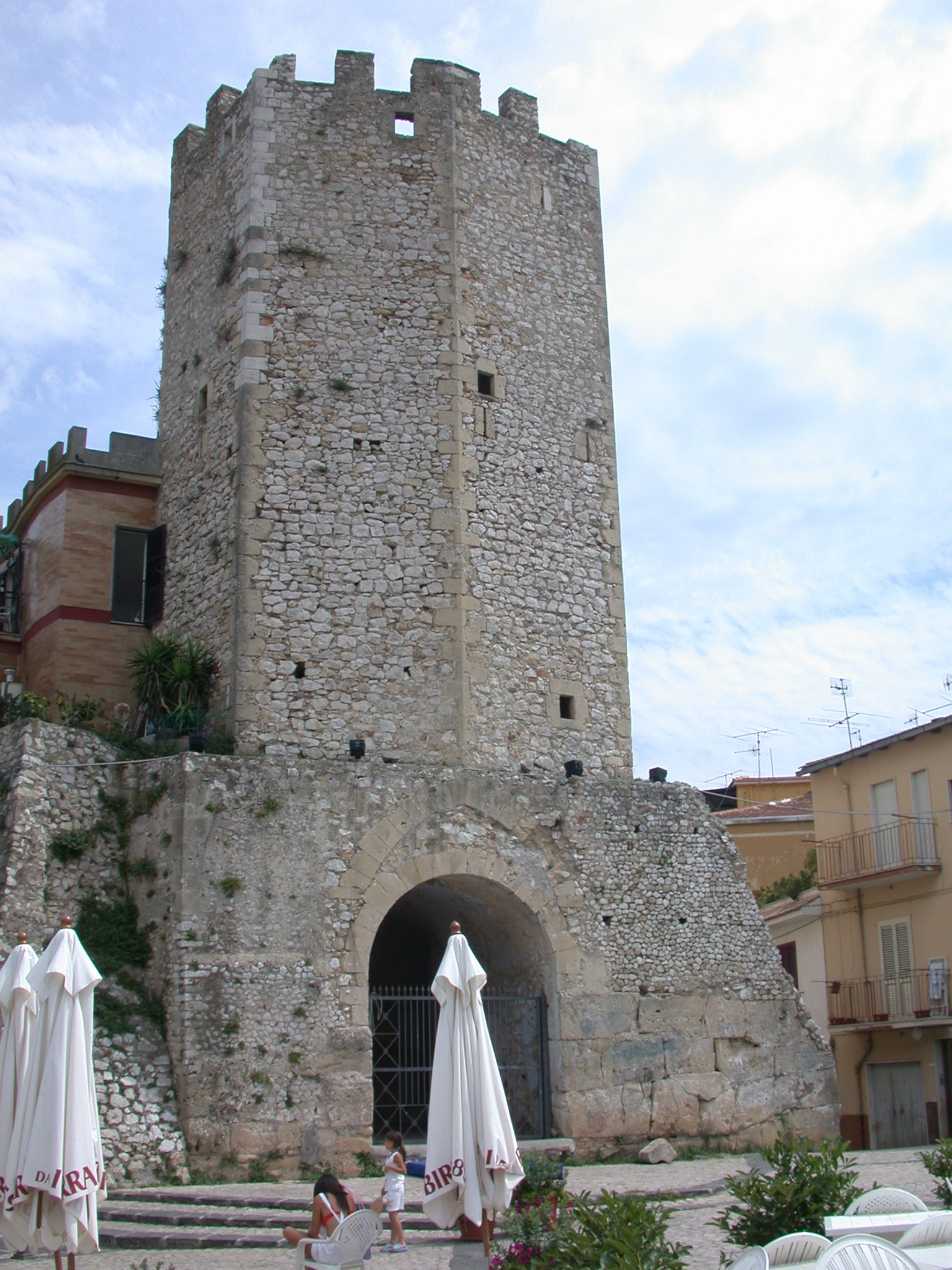

Aprilia · Bassiano · Campodimele · Castelforte · Cisterna di Latina · Cori · Fondi · Formia · Gaeta · Itri · Latina · Lenola · Maenza · Minturno · Monte San Biagio · Norma · Pontinia · Ponza · Priverno · Prossedi · Rocca Massima · Roccagorga · Roccasecca dei Volsci · Sabaudia · San Felice Circeo · Santi Cosma e Damiano · Sermoneta · Sezze · Sonnino · Sperlonga · Spigno Saturnia · Terracina · Ventotene
1. ↑  https://demo.istat.it/?l=it.